# Harness Racing Museum & Hall of Fame

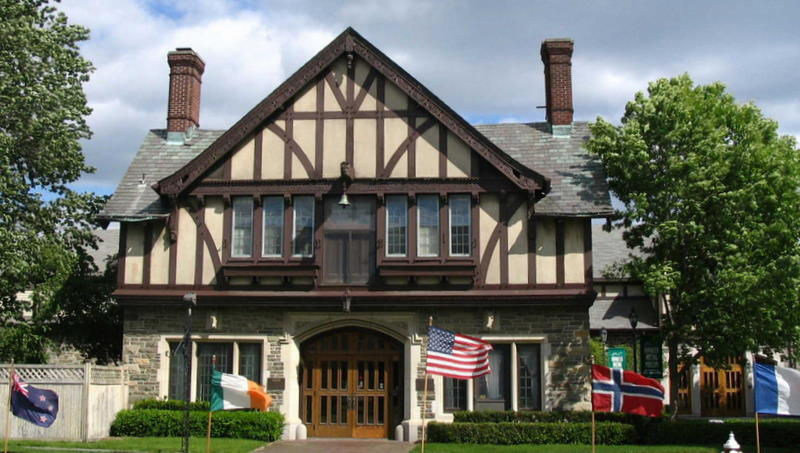
Harness Racing Museum, Goshen, 2006

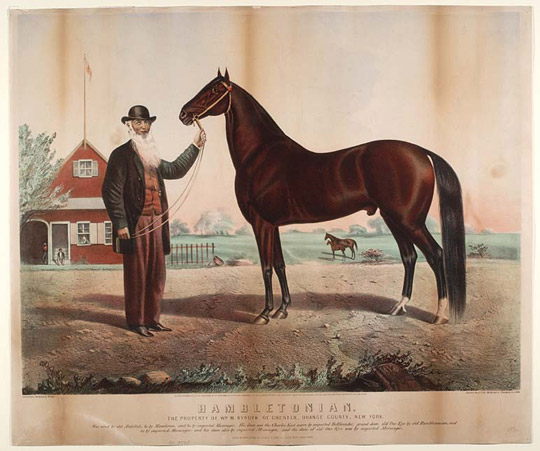
Hambletonian 10, 1866

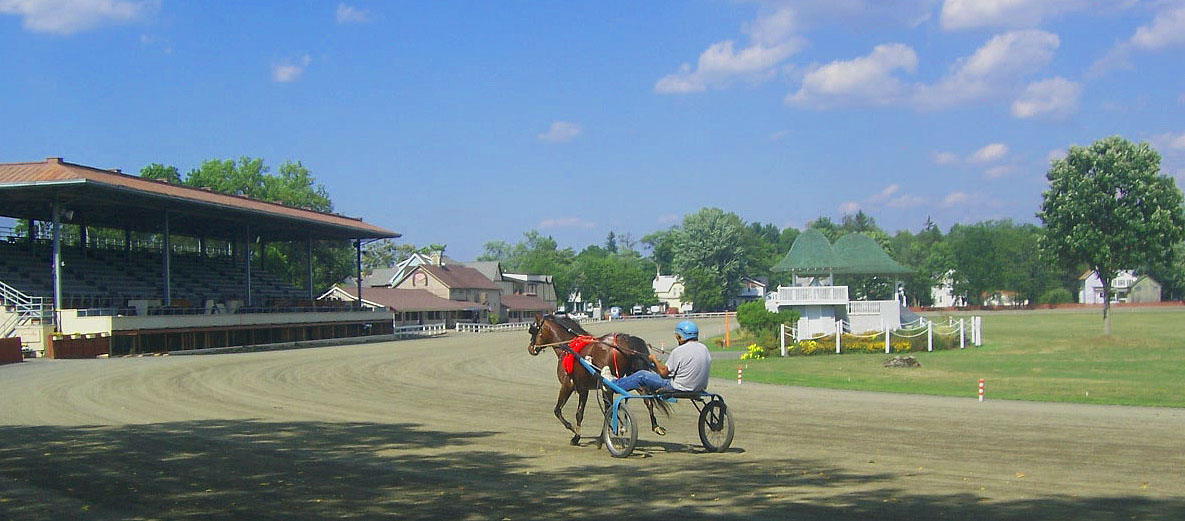
Historic Track, Goshen, New York, 2005

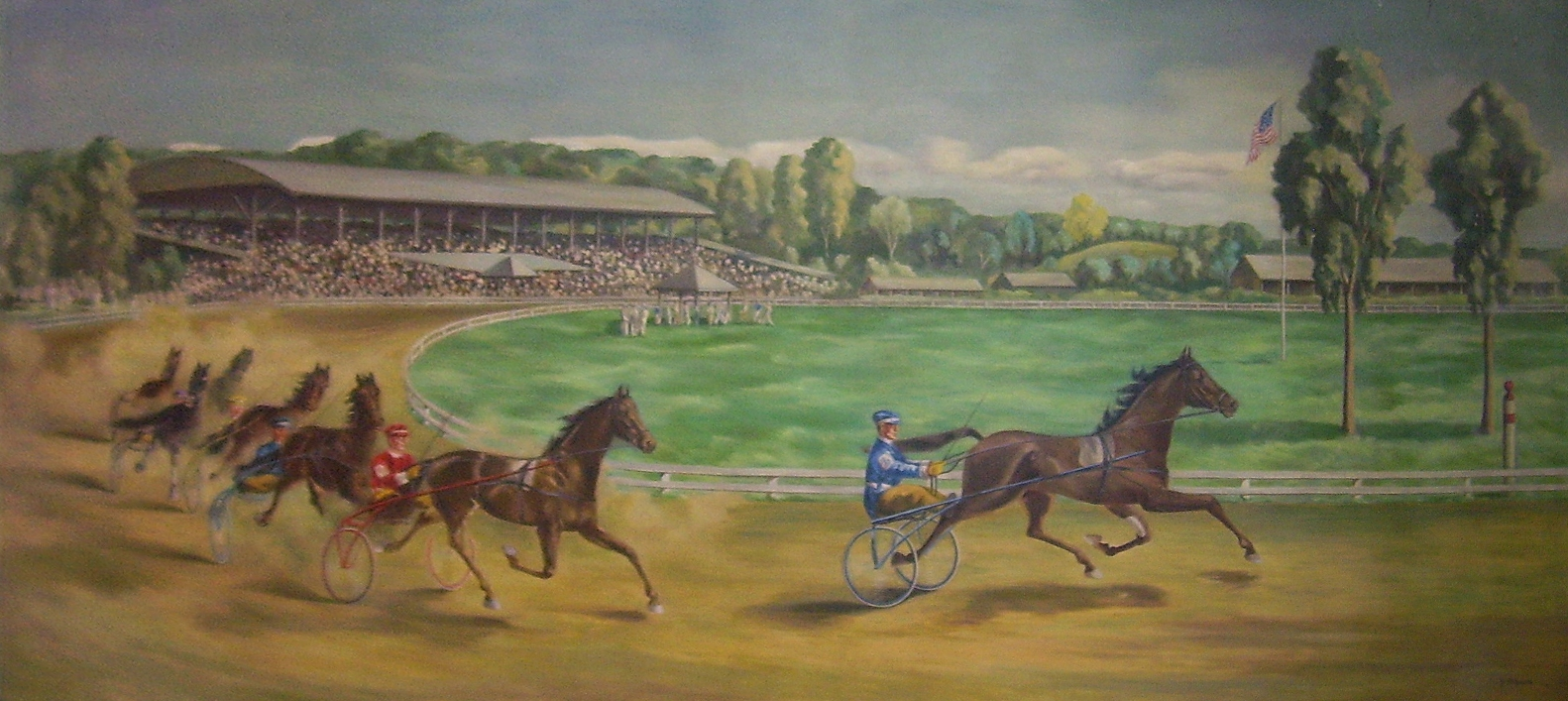
Historic Track, Wandgemälde von Georgina Klitgaard, 1940

Das Harness Racing Museum & Hall of Fame ist ein Pferdemuseum in Goshen, New York. Das Museum sammelt und erforscht die Geschichte des Trabrennsports und dient als Hall of Fame für das American Standardbred. Das Museum wurde 1951 eröffnet, während Goshens Hambletonian Stake-Ära.

## Orange County
Orange County ist der Geburtsort von Hambletonian 10, dem Stammvater des Amerikanischen Standardbred Trabers. Zwischen 1930 und 1956 wurden die bedeutende Hambletonian Stakes (2015 mit 1 000 000 $ dotiert) in Goshen im Good Time Park Mile Track ausgetragen.

## Historic Track
In der Nähe Harness Racing Museum liegt der Historic Track, eine historische Trabrennbahn, die eine halbe Meile lang ist und seit Mai 1966 den Status eines National Historic Landmarks hat. Im Oktober 1966 wurde sie als Historic District in das National Register of Historic Places eingetragen. Außerdem ist die Rennbahn Contributing Property des Church Park Historic Districts, der im November 1980 gebildet wurde.
Der Historic Track wurde 1838 eröffnet und ist somit die älteste US-amerikanische Trabrennbahn in Gebrauch. Auf der Historic Track-Rennbahn werden jedes Jahr Trabrennen veranstaltet. Außerdem gibt es Trainingsmöglichkeiten und Stallungen für Trabrennpferde.
Im nahe gelegenen U.S. Post Office Goshen befindet sich ein 1,7 × 3,4 m großes Wandgemälde des Historic Track von Georgina Klitgaard.

## Harness Racing Museum
Das Museumsgebäude ist aus Fachwerk und wurde 1913 als Stall gebaut. Es beherbergt Kunstwerke von bekannten Pferdemalern sowie Ausstellungsstücke die im Zusammenhang mit der Geschichte des Trabrennsports stehen. Die Sammlung umfasst mehr als 1700 Gemälde, Lithographien und Skulpturen, rund 20.000 Fotografien, sowie zahlreiche Renndresse von Trabrennfahrern, Sulkies und andere Ausrüstung für das Trabrennfahren. Die Ausstellung befindet sich in einem historisch erhaltenen Stall. Das Museum hat eine Forschungsbibliothek mit über 4000 Büchern und Videos über das Trabrennfahren.

## Harness Racing Hall of Fame
Die Harness Racing Hall of Fame ist an das Museum angegliedert. Sie umfasst mehrere Kategorien für Pferde und Menschen, wie Fahrer, Besitzer, und Trainer. Die drei Hauptkategorien sind Lebende Menschen, Lebende Pferde und Unsterbliche. Die Sieger in jeder Kategorie werden jedes Jahr am Hall of Fame Day, dem ersten Sonntag im Juli, aufgenommen. In die Hall of Fame wurden im Laufe der Zeit Proximity, Goldsmith Maid und Hambletonian 10 aufgenommen.